# Рузизи (река)
Рузизи (фр. Rusizi) — река в Центральной Африке, протекает по территории Демократической Республике Конго, Бурунди и Руанды.
Длина составляет 117 километров. Река берёт начало из озера Киву, на высоте 1472 м, течёт в южном направлении и впадает в озеро Танганьика, образуя дельту. Высота истока — 770 м. Берега реки и её притоков заболочены. Прибрежные болота имеют длину до 3 километров. Рузизи является естественной границей между Руандой и ДРК.
На выходе реки Рузизи из озера Киву в 1958 году была построена ГЭС Рузизи I мощностью 30 МВт. В 1989 году была построена ещё одна электростанция Рузизи II, вырабатывающая 44 МВт. Планируется строительство ещё двух станций — Рузизи III и Рузизи IV.
У берегов реки проживает крокодил-людоед Густав. Его длина составляет около 6 метров, а вес — около 900 килограммов.